# Смрчина стрижибуба
Смрчина стрижибуба (лат. Tetropium castaneum) је инсект из породице стрижибуба (Cerambycidae) и потпородице Spondylidinae.

## Опис
Глава и пронотум су црне боје, ноге су црне или црвенкастобраон а покрилца црне до браон боје покривене пубесценцијом. Покрилца имају 2 до 3 уздужна ребра. Антене су краће од тела, црвенкасториђе боје. Дужина одрасле јединке је од 9 до 19 mm, а ларва је беличаста, дугачка од 15 до 26 mm.

## Распрострањење
Насељава подручје Европе и Русије, а у Србији је бележена ретко, само у јужном делу земље.

## Биономија
Размножавају се од јуна до јула. Оплођена женка полаже јаја на доњим партијама стабла у пукотине и испод коре. Излежена ларва у почетку живи између коре и дрвета, изгриза плитак неправилан змијолики ходник у ком се налази црвоточина. 

## Значај
Смрчина стрижибуба првенствено напада потиштена стабла (стабла која расту у засени других стабала). Напада стабла која су потпуно здрава, а имају пречник до 30 cm, а иде и на свеже оборено неогуљено стабло и свеже пањеве. Овај инсект се првенствено храни смрчом (Picea abies), али се среће и на аришу (Larix europaea).